# Ruby Remati
Ruby Remati, född 14 augusti 2002, är en amerikansk konstsimmare.

## Karriär
I juli 2019 vid panamerikanska spelen i Lima tog Remati brons tillsammans med Anita Alvarez i partävlingen samt var en del av USA:s lag som tog brons i lagtävlingen.
I juli 2023 vid VM i Fukuoka var Remati en del av USA:s lag som tog brons i det tekniska lagprogrammet. I november 2023 vid panamerikanska spelen i Santiago tog hon silver tillsammans med Megumi Field i partävlingen samt var en del av USA:s lag som tog silver i lagtävlingen. Vid olympiska sommarspelen 2024 i Paris var Remati en del av USA:s lag som tog silver i lagtävlingen.